# Lukáš Kubiš
Lukáš Kubiš (Zvolen, 31 gennaio 2000) è un ciclista su strada, pistard e ciclocrossista slovacco che corre per il team Unibet Tietema Rockets.

## Palmarès

### Strada
- 2020 (Dukla Banská Bystrica, due vittorie)

Campionati slovacchi, Prova in linea Under-23
3ª tappa Grand Prix Chantal Biya (Yaoundé > Ebolowa)
- 2021 (Dukla Banská Bystrica, quattro vittorie)

Campionati slovacchi, Prova a cronometro Under-23
2ª tappa Grand Prix Chantal Biya (Bafia > Ntui)
4ª tappa Grand Prix Chantal Biya (Zoétélé > Meyomessal)
Classifica generale Grand Prix Chantal Biya
- 2022 (Dukla Banská Bystrica, una vittoria)

Campionati slovacchi, Prova in linea Under-23
- 2023 (Dukla Banská Bystrica, tre vittorie)

Grand Prix du Prince Héritier Moulay el Hassan
Grand Prix du Trône
2ª tappa Gemenc Grand Prix (Szekszárd > Szekszárd)
- 2024 (Elkov-Kasper, cinque vittorie)

International Raffeisenbank Kirschblütenrennen
Visegrad 4 Bicycle Race-GP Polski
Campionati slovacchi, Prova in linea Elite
Campionati slovacchi, Prova a cronometro Elite
1ª tappa Turul României (Deva > Alba Iulia)
- 2025 (Unibet Tietema Rockets, due vittorie)

Cholet Agglo Tour
Campionati slovacchi, Prova in linea Elite

#### Altri successi
- 2019 (Dukla Banská Bystrica)

Criterium Rajecké Teplice
- 2020 (Dukla Banská Bystrica)

Criterium Letisko Dolný Hričov
Classifica traguardi volanti In the steps of Romans
Classifica giovani Tour of Szeklerland
Criterium Dudince
Classifica a punti Grand Prix Chantal Biya
- 2021 (Dukla Banská Bystrica)

Classifica generale Slovenske Pohar
Classifica a punti Grand Prix Chantal Biya
Classifica giovani Grand Prix Chantal Biya
- 2023 (Dukla Banská Bystrica)

2ª tappa Trnava Tour (Slovakia Cup 6) (Ratkovce > Ratkovce)
Vrable
- 2024 (Elkov-Kasper)

Pardubické Kritérium
Classifica a punti Turul României
Znievske dni cyklistiky

### Pista
- 2018

Campionati slovacchi, Americana (con Stefan Michalička)
- 2020

Campionati slovacchi, Omnium
Campionati slovacchi, Corsa a punti
- 2021

Campionati slovacchi, Americana (con Tobias Vanco)

### Cross
- 2016-2017

Campionati slovacchi, Junior
- 2017-2018

Ciclocross Terchová
Ciclocross Levoca
Slovenský pohár v cyklokrose, GP Kosice
Campionati slovacchi, Junior
Classifica generale Slovenský Pohár

## Piazzamenti

### Classiche monumento
- Parigi-Roubaix

2025: 46º

### Competizioni mondiali
- Campionati del mondo

Innsbruck 2018 - Cronometro Junior: 63º
Yorkshire 2019 - In linea Under-23: 104º
Fiandre 2021 - In linea Under-23: 69º
Wollongong 2022 - In linea Under-23:  ritirato
Zurigo 2024 - In linea Elite: 72º
- Giochi olimpici

Tokyo 2020 - In linea: ritirato
Tokyo 2020 - Cronometro: 37º
Parigi 2024 - In linea: 29º

### Competizioni europee
- Campionati europei su strada

Herning 2017 - Cronometro Junior: 33º
Herning 2017 - In linea Junior: 75º
Zlín 2018 - Cronometro Junior: 40º
Zlín 2018 - In linea Junior: ritirato
Alkmaar 2019 - In linea Under-23: ritirato
Plouay 2020 - In linea Under-23: 25º
Trento 2021 - Cronometro Under-23: 35º
Trento 2021 - In linea Under-23: 46º
Anadia 2022 - Cronometro Under-23: 34º
Anadia 2022 - In linea Under-23: 20º
Drenthe 2023 - In linea Elite: 39º
Limburgo 2024 - In linea Elite: 14º
- Campionati europei di ciclocross

Tabor 2017 - Juniores: 45º